# 井上亮 (実業家)
井上 亮（いのうえ まこと、1952年10月2日 - ）は、日本の実業家。オリックス取締役兼代表執行役会長・グループ最高経営責任者・オリックス・バファローズオーナー、関西経済連合会副会長。元リース事業協会会長。

## 人物・経歴
東京都出身（北海道生まれ）。都立高校の受験に落ち、補欠で受かった中央大学附属高等学校を経て、1975年中央大学法学部卒業。
1975年にオリエント・リース（現オリックス）入社。投資銀行副本部長を経て、2005年執行役プロジェクト開発本部長に昇格。2006年常務執行役業務改革室管掌。2007年オリックス・システム代表取締役社長。2009年専務執行役グローバル事業本部長。2010年取締役兼執行役副社長投資銀行本部総括を歴任。
2011年に取締役兼代表執行役社長・グループCOO。2014年から取締役兼代表執行役社長・グループCEOを務め、前グループCEOの宮内義彦の理念を引き継ぎ経営にあたった。オリックス初の生え抜き社長である。リース事業協会会長も務めた。
2023年には宮内から禅譲を受けて日本プロ野球オリックス・バファローズ第2代オーナーに就任。同年に関西経済連合会副会長に就任した。
2025年1月、取締役兼代表執行役会長グループCEOに就任。